# Distrito 1 (El Alto)
El distrito urbano municipal 1 de El Alto o denominado simplemente también como distrito 1, es uno de los 14 distritos que conforman el municipio de El Alto, el cual se encuentra ubicado en la provincia de Murillo del departamento de La Paz. El distrito es considerado urbano. 
Según el último censo boliviano de 2012, el distrito 1 tiene una población de 87 997 habitantes, lo que le convierte en el sexto distrito más poblado de la ciudad de El Alto, después de los distritos 3, 8, 4, 5 y 6. Porcentualmente, de todos los habitantes de El Alto, alrededor de un 10,37 %  viven en el Distrito 1.
En cuanto a su extensión territorial, el distrito 1 posee una superficie de 10,23 km² y una densidad de población de 8601 habitantes por km², siendo el distrito más densamente poblado de todo el municipio.
Geográficamente, el distrito 1 limita al norte con el municipio de La Paz, al sur con el municipio de Achocalla, al oeste con el distrito 6 y el distrito 2 y finalmente al este con el municipio de La Paz.

## Demografía
| Población Histórica del Distrito 1 de El Alto | Población Histórica del Distrito 1 de El Alto | Población Histórica del Distrito 1 de El Alto |
| Año                                           | Habitantes                                    | Fuente                                        |
| --------------------------------------------- | --------------------------------------------- | --------------------------------------------- |
| 1992                                          | 87 502                                        | Censo boliviano de 1992                       |
| 2001                                          | 104 353                                       | Censo boliviano de 2001                       |
| 2012                                          | 87 997                                        | Censo boliviano de 2012                       |
| 2020                                          | 97 843                                        | Estimaciones del INE                          |